# Enric Tarrés Roselló
Enric Tarrés Roselló, conegut futbolísticament com a Tarrés (Eivissa, 27 de febrer de 1990) és un futbolista eivissenc que juga com a defensa.

## Trajectòria esportiva
Enric Tarrés es va formar a les categories inferiors del CF Ràpid d'Eivissa. L'any 2005, amb 15 anys, va deixar la seva illa natal, per formar-se al Vila-real CF, on va ingressar en categoria cadet. A l'equip de la Plana va militar tres temporades més, com a juvenil.
L'any 2009 Tarrés va fitxar pel RCD Espanyol B de Segona B, però una inoportuna lesió a la mà el va deixar sense fitxa amb el filial periquito. Ja recuperat, en el mercat d'hivern va ser cedit al Palamós CF de Tercera Divisió. La temporada següent també la va començar a l'RCD Espanyol B (que havia descendit a Tercera Divisió) i al mercat d'hivern va ser cedit a la UE Sant Andreu de Natxo González, però tampoc va gaudir de gaires oportunitats a la Segona B, ja que tan sols va disputar l'intrascendent últim partit contra el CE Castelló.
L'estiu 2011 la UE Sant Andreu va experimentar una gran renovació, amb canvi a la presidència i a la banqueta i una renovació pràcticament total de l'equip. Tarrés va ser un dels 5 únics jugadors que es va mantenir a l'equip, ja desvinculat de l'Espanyol B.